# Malibú (álbum)
Malibú es el tercer álbum de estudio del dúo colombiano Cali & El Dandee.
El álbum se caracteriza por el estilo urbano de los hermanos Alejandro y Mauricio Rengifo, donde hay una variedad de ritmos entre reguetón y pop, con elementos suaves de balada. El 24 de febrero de 2022, se presentó el álbum después de su sencillo «Malibú».
De este álbum, se desprenden algunas canciones como: «Nada», «Despiértate», «Yo no te olvido» y «Coldplay» entre otros. En este álbum, están incluidas las participaciones de Danna Paola, Luis Fonsi, Mau & Ricky, Aitana, Guaynaa, Boza y Beret entre otros.

## Lista de canciones
| N.º | Título                                    | Duración |  |
| 1.  | «Malibú»                                  | 2:31     |  |
| 2.  | «Un tiempo»                               | 2:27     |  |
| 3.  | «BYL (Borracha y Loca)»                   | 2:45     |  |
| 4.  | «Adiós» (con Andry Kiddos)                | 3:06     |  |
| 5.  | «Perdóname»                               | 2:25     |  |
| 6.  | «Yo no te olvido» (con Luis Fonsi)        | 2:48     |  |
| 7.  | «Primera carta» (con Beret)               | 4:18     |  |
| 8.  | «Coldplay» (con Aitana)                   | 3:03     |  |
| 9.  | «Por ella» (con Boza)                     | 3:28     |  |
| 10. | «Despiértate» (con Mau & Ricky y Guaynaa) | 2:58     |  |
| 11. | «Nada» (con Danna Paola)                  | 2:53     |  |
| 12. | «Juega» (con Charly Black)                | 2:39     |  |